# Suzuka (miasto)
Suzuka (jap. 鈴鹿市 Suzuka-shi) – miasto w Japonii, w prefekturze Mie, na wyspie Honsiu, nad zatoką Ise (Ocean Spokojny). Miasto powstało 1 grudnia 1942.
Miasto sąsiaduje z Yokkaichi, Tsu i Kameyamą.

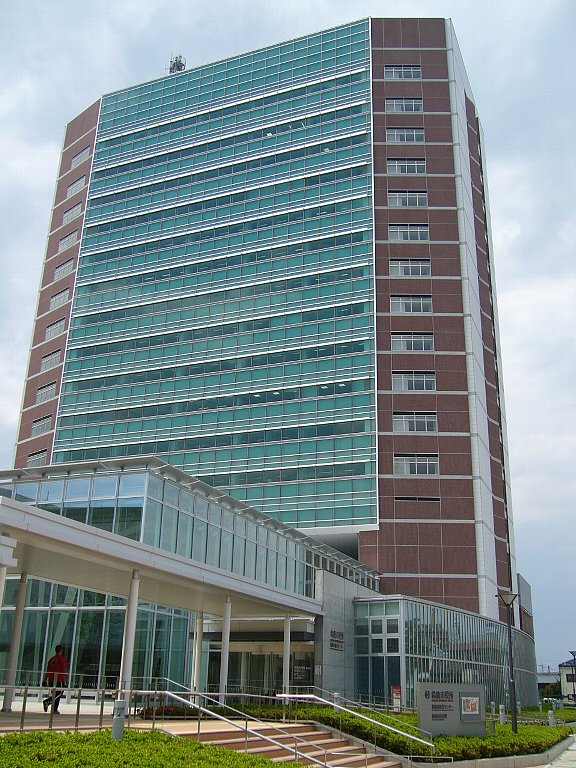
Urząd Miasta Suzuka

## Tor wyścigów samochodowych
W mieście zlokalizowany jest tor wyścigów samochodowych. Od 1987 do 2006 organizowano na nim Grand Prix Japonii w wyścigach Formuły 1. W latach 2007 i 2008 GP Japonii było organizowane na torze Fuji, ale od 2009 wyścigi będą na zmianę organizowane na Suzuce i Fuji.

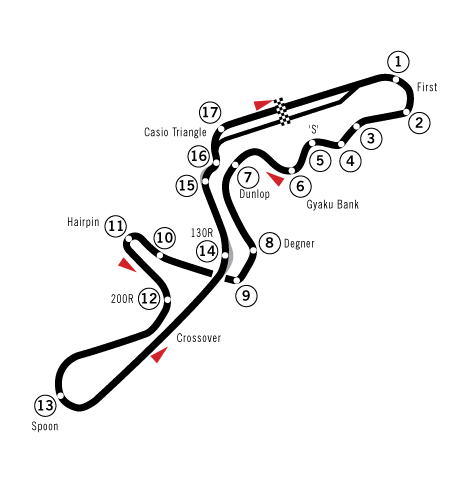
Mapa toru Suzuka

## Miasta partnerskie
- Stany Zjednoczone: Bellefontaine
- Francja: Le Mans